# Long Load
Long Load est une paroisse civile et un village du Somerset, en Angleterre.